# Cojak
Cojak, COJAK – program rozrywkowy dla dzieci, emitowany na TP1 we wtorkowe popołudnia od 1985 do czerwca 1991 roku. Program prowadzili Paweł Galia i Tomasz Sianecki.

## Formuła programu
Dziecięcy bohaterowie audycji rywalizowali ze sobą rozwiązując różnego rodzaju zagadki. Były one zadawane także widzom, którzy wysyłali odpowiedzi na kartach pocztowych, a na wizji losowane były potem nagrody.